# Mansfield Town Football Club
El Mansfield Town Football Club es un club de fútbol inglés de la ciudad de Mansfield. Actualmente compite en la EFL League One Sky bet, la tercera división del fútbol de Inglaterra. Fundado en 1897 como Mansfield Wesleyans; fue en 1910 cuando se estableció su hasta ahora actual nombre Mansfield Town.

## Palmarés
- Division Four: 1

1974–75.
- Division Three: 1

1976–77.
- Football League Trophy: 7

1986–87.
- Conference National: 1

2012-13.

## Récords
- Mayor victoria: 9–2 vs. Rotherham United, 27 de diciembre de 1932 (local)
- Peor derrota: 1–7 vs. Reading, 12 de marzo de 1932 (local)
- Más triunfos en una temporada:
  - 28 – 1974–75, 1976–77 (general)
  - 30 – 2012–13
- Menos derrotas:
  - 6 – 1974-75 (general)
  - 7 – 2011-12
- Más goles anotados en una temporada: 108 – 1962–63
- Menos goles recibidos en una temporada: 38 – 1984–85
- Más puntos:
  - 68 – 1974–75 (2 puntos por victoria)
  - 95 – 2012–13 (3 puntos por victoria)
- Más apariciones: Rod Arnold (1970–71, 72–84) 522 partidos
- Máximo anotador: Harry Johnson (1931–36) 114 goles

## Gerencia
Actualización al 27 de noviembre de 2012:
- Propietario: John Radford
- Presidente: Carolyn Radford
- Jefe de Operaciones: Carolyn Radford